# Паршурам
Паршура́м (бенг. পরশুরাম, англ. Parshuram) — город на юго-востоке Бангладеш, административный центр одноимённого подокруга. Площадь города равна 9,74 км². По данным переписи 2001 года, в городе проживало 11 765 человек, из которых мужчины составляли 53,19 %, женщины — соответственно 46,81 %. Плотность населения равнялась 1207 чел. на 1 км². Уровень грамотности населения составлял 49,3 % (при среднем по Бангладеш показателе 43,1 %).